# Kostya
Kostya foi como ficou conhecido um cão da raça pastor alemão, até hoje lembrado por sua lealdade aos seus donos, e que perdurou mesmo após a morte destes. Em russo, Kostya significa "Fiel".
Sua história se assemelha muito a do Hachiko, o cachorro da raça akita que ficou famoso por conta do filme Sempre ao teu lado. Kostya viajava com seus donos, dentro do carro, quando estes sofreram um acidente fatal. Kostya foi o único sobrevivente. Desde então, ele passou a viver as margens da rodovia esperando que o carro de seus donos passasse para pegá-lo. Alguns moradores tentaram adotá-lo, mas ele sempre voltava ao local, permanecendo ali até sua morte, 7 anos depois.
Como símbolo de sua lealdade, foi construído um monumento em sua homenagem, exatamente no local onde ele se recusava a sair, na cidade russa de Togliatti. Desenhada por Oleg e esculpida de bronze, a escultura possui os dizeres “O cachorro que nos ensinou amor e devoção”, foi inaugurada em 1° de junho de 2003. Desde então, o monumento atrai muitos casais de namorados e recém-casados que vão até local em busca de bençãos para suas uniões.

## Na Cultura Popular
- Em 2013, o cantor Cat Sasha (nome artístico de Aleksandra Pavlova) escreveu a canção "Watchdog", presente no álbum "Intercity Traveler", em sua homenagem.